# Hospital Municipal de Oncología Marie Curie
El Hospital de Oncología "Marie Curie" es un hospital público de la ciudad de Buenos Aires (Argentina).

## Historia
El Hospital de Oncología "María Curie" es el único hospital de la Ciudad Autónoma de Buenos Aires dedicado en su totalidad, a pacientes con patologías oncológicas y abarca el área quirúrgica, radiante y de quimioterapia.
Como dependía del Municipio de la Ciudad de Buenos Aires, se lo llamó Hospital Municipal de Oncología. Luego, cuando el municipio pasó a ser Gobierno de la Ciudad de Buenos Aires, pasó a ser denominado simplemente Hospital de Oncología.
El 31 de marzo de 1931 se inauguró el Instituto de Radiología y Fisioterapia y a partir de 1991 se lo comenzó a llamar Hospital de Oncología "Marie Curie". Fue pionero en el uso de quimioterapia para las patologías de cabeza y cuello.
Recibe pacientes de Capital Federal, Buenos Aires, La Pampa, Salta, Neuquén, entre otras provincias de Argentina.
El nosocomio lleva el nombre Marie Curie, científica polaca nacionalizada francesa. Pionera en el campo de la radiactividad, fue la primera persona en recibir dos premios Nobel en distintas especialidades —Física y Química— y la primera mujer en ocupar el puesto de profesora en la Universidad de París.
Su primer director fue el doctor Humberto Carelli. En los últimos 20 años estuvo dirigido por los doctores Ricardo Losardo, Guillermo Temperley y Alejandro Fernández, sucesivamente.